# Şəki (stad)
Şəki (Azerbeidzjaans ook: Şäki, Russisch: Шеки; Sjeki; ook:Sheki) is een zelfstandige stad (şəhər) in het noorden van Azerbeidzjan. Şəki wordt omgeven door het gelijknamige district, waar het echter geen deel van uitmaakt. 
De stad telt 63.700 inwoners (01-01-2012). Sinds 2019 staan het historische centrum en het paleis van de Khan op de Unesco-Werelderfgoedlijst.

## Geografie
Şəki ligt op 325 kilometer van de hoofdstad Bakoe in de zuidelijke Kaukasus op een hoogte van ongeveer 500 meter. Şəki is omsingeld door de besneeuwde bergen van Grote Kaukasus, welke in sommige plaatsen 3000 – 3600 meter hoog zijn. Het klimaat omvat een reeks van cyclonen en anticyclonen. De gemiddelde jaarlijkse temperatuur in Şəki is 12 ° C. In de zomermaanden varieert de gemiddelde temperatuur tussen 20 en 25 ° C. De belangrijkste rivieren van de stad zijn Kish en Gurjhana. De bergbossen eromheen voorkomen de sterke verwarming van de stad en helpen tegen de overstromingen. Daarnaast zorgen deze bergbossen voor een prachtige skyline van Şəki.

## Geschiedenis
De vroegste sporen van bewoning dateren van meer dan 2700 jaar geleden. Na afwisselend als provincie van het Ottomaanse Rijk en zelfstandig kanaat bestaan te hebben, werd de stad in 1813 geannexeerd door Rusland.

## Economie
Şəki heeft een kleine zijde-industrie. Daarnaast is het grootste gedeelte van de bevolking afhankelijk van de landbouw. De belangrijkste producten zijn: tabak, druiven, vee, noten, graan en melk.

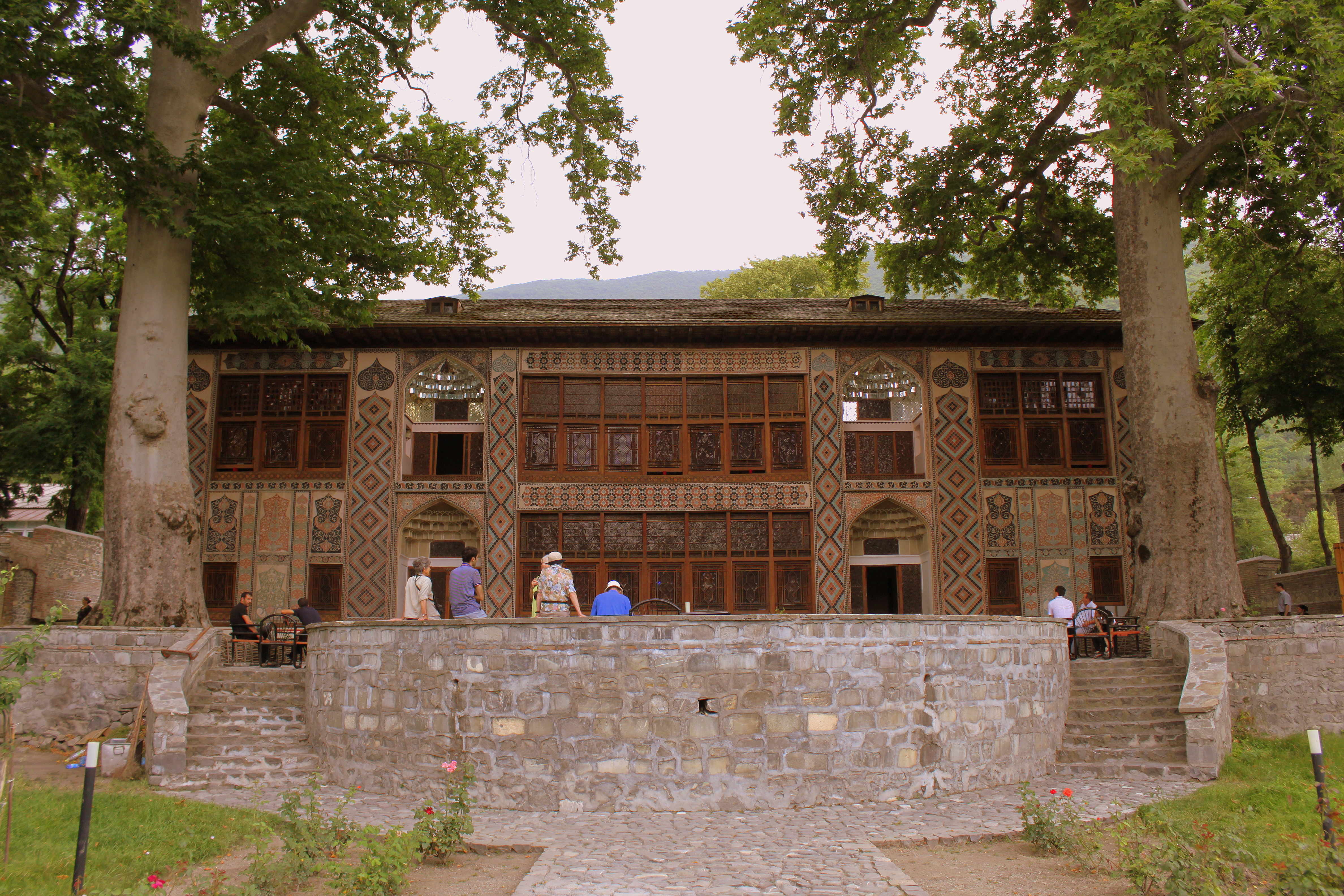
Paleis van de Khan

Ommuurde stad Bakoe met Shirvanshahpaleis en Maagdentoren ·
Cultuurlandschap en rotskunst van Gobustan ·
Historisch centrum van Şəki met het paleis van de Khan · Hyrcaanse bossen
- Gemeinsame Normdatei: 4359040-8
- MusicBrainz: 00d833b8-b243-4759-b303-034e9de7106d
- Nationale Bibliotheek van Tsjechië: ge1237898
- Virtual International Authority File: 242715117
- WorldCat: E39PBJkhMbKf7PjtktM7qc9qwC